# José María Ferrero
José María Ferrero (Buenos Aires, Argentina, 8 de abril de 1937-22 de octubre de 2007) fue un futbolista argentino. Jugaba como delantero sus mejores campañas fueron en Colombia donde marcó 114 goles, Millonarios (87) y Cúcuta Deportivo (27). En tres ocasiones fue el goleador de la primera división colombiana.

## Millonarios
Llegó al cuadro bogotano por petición del entrenador Néstor Raúl Rossi. Durante las tres temporadas que estuvo en el club (1967, 1968, 1969) se destacó por su frecuencia goleadora siendo el jugador que más tripletas marcó con el equipo en ocho oportunidades; además de dos pókers.
En 1967, su primera campaña, es subcampeón de la Primera División de Colombia frente al Deportivo Cali que les saca una ventaja de ocho puntos. Ferrero aporta 38 goles de los 109 anotados por el equipo, siendo botín de oro.
En la temporada 1968, son terceros aunque él nuevamente es botín de oro con 32 anotaciones.
En su última campaña con los albi-azules, temporada 1969, frente al Deportivo Cali pierden la posibilidad de ser campeones nuevamente, perdiendo en el partido definitivo por el título que fue definido por un triangular final. En lo personal, aunque solo convirtió 14 goles fue el jugador que más anotó ese año en el equipo y el sexto en la liga.
Para 1970, se marcharía al Cúcuta Deportivo donde vuelve a ser botín de oro con 27 tantos. A pesar de que su deseo fue volver a Millonarios, en las temporadas siguientes nunca más fue tenido en cuenta por la junta directiva ni cuerpos técnicos.

"Ojalá algún día pueda volver a Colombia y pueda volver a Millonarios. Esa fue una frase que no pudo cumplir, pero aquí estamos nosotras, y eso representa mucho, realmente". Declaración de la hija José en 2019, mientras donaba una camiseta de él al museo de Millonarios en Bogotá.

En su etapa como jugador activo de Millonarios llegó a ser el cuarto goleador histórico, en la actualidad ocupa la séptima casilla.

## Clubes
| Club                | País                | Temporada           | Partidos | Goles |
| ------------------- | ------------------- | ------------------- | -------- | ----- |
| Racing de Córdoba   | Argentina           | 1957 - 1960         | 20       | 9     |
| Newell's            | Argentina           | 1960 - 1966         | 116      | 48    |
| Millonarios         | Colombia            | 1967 - 1969         | 120      | 87    |
| Cúcuta Deportivo    | Colombia            | 1970                | 45       | 27    |
| Atlético Tucumán    | Argentina           | 1971                | 13       | 5     |
| Dock Sud            | Argentina           | 1972 - 1973         | ?        | ?     |
| Total en su carrera | Total en su carrera | Total en su carrera | 310      | 176   |

### Estadísticas
| Club                        | Div.       | Temporada  | Liga  | Liga  | Copa Libertadores | Copa Libertadores | Total | Total |
| Club                        | Div.       | Temporada  | Part. | Goles | Part.             | Goles             | Part. | Goles |
| --------------------------- | ---------- | ---------- | ----- | ----- | ----------------- | ----------------- | ----- | ----- |
| Millonarios · Colombia      | 1.ª        | 1967       | 117   | 38    | -                 | -                 | 120   | 38    |
| Millonarios · Colombia      | 1.ª        | 1968       | 117   | 33    | 3                 | 2                 | 120   | 36    |
| Millonarios · Colombia      | 1.ª        | 1969       | 117   | 14    | -                 | -                 | 120   | 14    |
| Millonarios · Colombia      | Total club | Total club | 117   | 85    | 3                 | 2                 | 120   | 87    |
| Cúcuta Deportivo · Colombia | 1.ª        | 1970       | 45    | 27    | -                 | -                 | 45    | 27    |
| Cúcuta Deportivo · Colombia | Total club | Total club | 45    | 27    | 0                 | 0                 | 45    | 27    |

## Palmarés
- Ascenso a Primera B como Subcampeón: 1973 con el

Club Sportivo Dock Sud.

### Distinciones individuales
- Goleador del Campeonato colombiano 1967 con Millonarios con 38 goles.
- Goleador del Campeonato colombiano 1968 con Millonarios con 33 goles.
- Goleador del Campeonato colombiano 1970 con el Cúcuta Deportivo con 27 goles.